# Fettjärnen, Lappland
Fettjärnen är en sjö i Arvidsjaurs kommun i Lappland och ingår i Byskeälvens huvudavrinningsområde. Sjön har en area på 0,0911 kvadratkilometer och ligger 447,5 meter över havet. Fettjärnen ligger i Byskeälven Natura 2000-område.

## Delavrinningsområde
Fettjärnen ingår i det delavrinningsområde (731610-162599) som SMHI kallar för Mynnar i Byskeälven. Medelhöjden är 488 meter över havet och ytan är 33,8 kvadratkilometer. Det finns inga avrinningsområden uppströms utan avrinningsområdet är högsta punkten. Guollasjåkkå som avvattnar avrinningsområdet har biflödesordning 2, vilket innebär att vattnet flödar genom totalt 2 vattendrag innan det når havet efter 206 kilometer. Avrinningsområdet består mestadels av skog (89 procent) och sankmarker (11 procent). Avrinningsområdet har 0,09 kvadratkilometer vattenytor vilket ger det en sjöprocent på 0,3 procent.